# Bombylisoma noctum
Bombylisoma noctum är en tvåvingeart som beskrevs av Greathead 1980. Bombylisoma noctum ingår i släktet Bombylisoma och familjen svävflugor. Inga underarter finns listade i Catalogue of Life.